# Sonja Oberem
Pour les articles homonymes, voir Oberem et Królik.
Sonja Oberem née Krolik le 24 février 1973 à Rheydt en Allemagne est une triathlète professionnelle allemande, double championne d'Europe de triathlon et multiple championne d’Allemagne de triathlon. Elle pratique également avec succès la course de fond.

## Biographie

### Triathlon
Sonja Krolik commence le sport par la pratique de la natation à l'adolescence. Elle découvre le triathlon grâce à Klaus Oberem sportif du département triathlon récemment crée le SSV Rheydt, club omnisports de sa ville de naissance. Elle épousera Klaus Oberem quelques années plus tard. En 1989 elle remporte un premier titre sur distance sprint et en 1990 le championnat du monde junior. Elle gagne les championnats d'Europe en 1992 et 1994, ainsi que les championnats d'Allemagne en 1993 et 1994. En 1994 et à la suite d'une mauvais chute à vélo lors d'un triathlon à Paris qui la prive de participation aux championnats du monde à Wellington, elle met un terme à sa carrière de triathlète.

## Palmarès
Le tableau présente les résultats les plus significatifs (podium) obtenus sur le circuit national et international de triathlon et de marathon depuis 1991.
| Année | Compétition                        | Pays      | Position           | Temps          |
| ----- | ---------------------------------- | --------- | ------------------ | -------------- |
| 1994  | Championnats d'Europe de triathlon | Allemagne | Médaille d'or      | 2 h 2 min 51 s |
| 1994  | Championnat d'Allemagne            | Allemagne | Médaille d'or      | timing         |
| 1993  | Championnat d'Allemagne            | Allemagne | Médaille d'or      | timing         |
| 1992  | Championnats d'Europe de triathlon | Belgique  | Médaille d'or      | 2 h 2 min 47 s |
| 1991  | Championnats d'Europe de triathlon | Suisse    | Médaille de bronze | 2 h 9 min 16 s |